# Mieussy
Mieussy este o comună în departamentul Haute-Savoie din sud-estul Franței. În 2009 avea o populație de 2.097 de locuitori.

## Evoluția populației
| An        | 1975  | 1982  | 1990  | 1999  | 2006  | 2009  |
| --------- | ----- | ----- | ----- | ----- | ----- | ----- |
| Populație | 1.167 | 1.169 | 1.346 | 1.739 | 2.002 | 2.097 |